# Йимчунгер (язык)
Йимчунгер (Yimchunger, Yimchungrü, Yimkhiungrü, также Yachumi и т. п. — как и многие языки этой семьи, Йимчунгер имеет несколько названий-аллофонов) — сино-тибетский язык, на котором говорит народ Йимчингер Нага в штате Нагаленд в Индии.
Йимчунгер относится к группе ао ветви куки-чин-нага сино-тибетской языковой семьи. Ранее выделялась группа нага, однако новые исследования показали, что языки, традиционно объединяемые в неё, не составляют генеалогически единого подразделения.

## Социолингвистическая информация
Народ Йимчунгер является одним из 16 крупных народов в штате Нагаленд. Название народа образовано из двух слов: Yim ‘искать’ ’ и ‘chungrü’ или ‘khiungrü’ — дословно «те, кто искали и нашли (свою землю)». В языке йимчунгер выделяется шесть диалектов: чирр, ланга, лонгфюрр, мюкури, пхелунгри и тикхир; из них ланга — самый распространённый и используется в качестве lingua franca в литературе и для официальных целей.
По переписи населения 2011 года, число носителей составляло 83,259 человек. Считается уязвимым: используется в быту и передается как родной, но не представлен в системе образования и административной сферах. Для письменности используется алфавит на основе латинского.

## Типологические характеристики

##### Степень свободы выражения грамматических значений
Йимчунгер сложно однозначно охарактеризовать как аналитический или синтетический язык: в нём практически отсутствует система падежей, развиты послелоги, глагол слабо согласуется с подлежащим, что указывает на аналитизм; но в то же время глагольная морфология значительно развита, что свойственно синтетизму.
| Anihpu | anihpe | khiaknü | hüm   | lu-do     |
| 3M.SG  | 3F.SG  | от      | книга | брать-PST |

Он взял у неё книгу.
| I   | apü     | khiaknü | hüm   | lu-do     |
| 1SG | дедушка | от      | книга | брать-PST |

Я взял книгу у дедушки.

##### Характер границы между морфемами
В целом язык йимчунгер — агглютинативный, однако встречаются исключения в системе числительных, а также в образовании абстрактных существительных от прилагательных и глаголов, при котором стираются границы между корнем и суффиксом -müra:
müzho-müra ‘доброта’, но thsünüthsüra ‘болезнь’
Или:
mahne ‘два’ — mahne-apü ‘второй’, но mahsam ‘три’ — asampü ‘третий’

##### Локус маркирования
Определить тип маркирования в йимчунгер сложно из-за вышеупомянутого отсутствия падежей и слабого согласования глагола и подлежащего. Как в посессивной, так и в предикативной конструкции показателей нет ни на вершине, ни на зависимом члене, поэтому можно говорить о нулевом маркировании, характерном для языков данного ареала:
| I   | puh  | mung | Lakiumong | ah          |
| 1SG | отец | имя  | Лакиумонг | быть-3SGPRS |

Имя моего отца — Лакиумонг.
| thsangyurü | kimkhiah | ahuh-to     |
| учитель    | часы     | украсть-PST |

Учитель украл часы.

##### Тип ролевой кодировки
Язык йимчунгер обычно описывается как номинативно-аккузативный, однако в нём, как и во многих других тибето-бирманских языках, имеет место расщеплённая эргативность, связанная с видом — впрочем, недавние исследования языков северо-восточной Индии свидетельствуют скорее об опциональной эргативности, так как маркирование с помощью эргативного падежа является необязательным.

##### Базовый порядок слов
Базовый порядок слов — SOV.
| isanü | wuhnu-Ø  | ngü-to     |
| 1PL   | птица-SG | видеть-PST |

Мы видели птицу.

## Лингвистические особенности

##### Фонология
В языке йимчунгер 25 согласных:
| Место образования Способ образования | Место образования Способ образования | Губные | Зубные | Альвеолярные | Палато-альвеолярные | Ретрофлексные | Палатальные | Заднеязычные | Глоттальные |
| ------------------------------------ | ------------------------------------ | ------ | ------ | ------------ | ------------------- | ------------- | ----------- | ------------ | ----------- |
| Взрывные                             | Непридыхательные                     | p      |        | t            |                     |               |             | k            | ʔ           |
| Взрывные                             | Придыхательные                       | pʰ     |        | tʰ           |                     |               |             | kʰ           |             |
| Аффрикаты                            | Аффрикаты                            |        | ts     | tʃ dz        |                     |               |             |              |             |
| Щелевые                              | Щелевые                              |        |        | s z          | ʃ                   | ʂ             |             |              | h           |
| Носовые                              | Носовые                              | m      |        | n            |                     |               | ɲ           | ŋ            |             |
| Латеральные                          | Латеральные                          |        |        | l            |                     |               |             |              |             |
| Одноударные                          | Одноударные                          |        |        | ɾ            |                     |               |             |              |             |
| Аппроксиманты                        | Аппроксиманты                        | w      |        |              |                     |               | j           |              |             |

И семь гласных, что нехарактерно для соответствующего языкового ареала, где преобладают большие системы гласных:
| Ряд Подъём     | Передние | Средние | Задние |
| -------------- | -------- | ------- | ------ |
| Верхние        | i        | ɯ       | u      |
| Средне-верхние | e        | ə       | o      |
| Нижние         |          | a       |        |

Также есть система дифтонгов:
| Дифтонг | Йимчунгер | Транскрипция в МФА | Перевод   |
| ------- | --------- | ------------------ | --------- |
| /ia/    | liangkhi  | /liaŋkʰi/          | принимать |
| /io/    | akiokhi   | /akiokʰi/          | просить   |
| /iu/    | liu       | /liu/              | верёвка   |
| /ei/    | teisio    | /teisio/           | и         |
| /ie/    | nyerü     | /nieɾɯ/            | семьдесят |
| /ui/    | tüguihyam | /təguiʔjam/        | лестница  |

Йимчунгер — тональный язык, в нём различаются три тона: высокий восходящий, нисходящий и нисходяще-восходящий. Они обозначаются диакритиками, принятыми в МФА:
| высокий восходящий        | нисходящий       | нисходяще-восходящий |
| ------------------------- | ---------------- | -------------------- |
| tʃi˧˥ ‘вид коровы’        | tʃi˧˩ ‘лай’      | tʃi˨˩˦ ‘сто’         |
| puŋ˧˥ ‘цвести’            | puŋ˧˩ ‘мужчина’  | puŋ˨˩˦ ‘чашка’       |
| ruk˧˥ ‘вырывать с корнем’ | ruk˧˩ ‘похожий’  | ruk˨˩˦ ‘налог’       |
| tre˧˥ ‘бояться’           | tre˧˩ ‘честный’  | tre˨˩˦ ‘женщина’     |
| mɯzɯŋ˧˥ ‘растягивать’     | mɯzɯŋ˧˩ ‘лечить’ | mɯzɯŋ˨˩˦ ‘человек’   |

Подобная трёхтоновая характерна для языков юго-восточной Азии, однако в общей типологической картине встречается нечасто.

##### Морфология
Любопытна система личных местоимений:
| Число Лицо | Единственное                          | Двойственное        | Множественное |
| ---------- | ------------------------------------- | ------------------- | ------------- |
| Первое     | i 'я'                                 | i-ke 'мы двое/две'  | i-sa 'мы'     |
| Второе     | nü 'ты'                               | nü-ke 'вы двое/две' | nü-sa 'вы'    |
| Третье     | anihpuh 'он' api 'он(а)' anihpe 'она' | a-ne 'они двое/две' | a-rü 'они'    |

Род различается только в третьем лице единственном числе: с -puh как показателем мужского рода, -pe — женского. Но если человек, о котором идет речь, знаком и говорящему, и слушателю, то чаще используется гендерно-нейтральное местоимение api.

## Список сокращений
1 — first person
3 — third person
F — feminine
M — masculine
PL — plural
PRS — present
PST — past
SG — singular

## Список литературы
- I. D. Raguibou, D. Borah. A Learner’s Book of the Yimchunger (Yimkhiung) Language. Tezpur University, 2020. ISBN 978-93-91902-19-3
- A. K. Nath, M. Longmailai, D. Shougrakpam et al. The Morphology of Biate, Hrangkhol, Khelma, Onaeme, Purum, Liangmai and Yimchunger. Tezpur University, 2021. ISBN 978-93-91902-12-4
- M. Barbora, G. K. Borah et al. The Syntax of Biate, Hrangkhol, Khelma, Onaeme, Purum, Liangmai and Yimchunger. Tezpur University, 2021. ISBN 978-93-91902-14-8
- Tibeto-Burman languages. Origin, History, Characteristics, & Facts in Encyclopaedia Britannica (англ.). Дата обращения: 19 марта 2024.
- Yimchungru Naga at Endangered Languages Project. Дата обращения: 19 марта 2024.
- Yimchungru Naga at Ethnologue (англ.). Дата обращения: 19 марта 2024.
- Yimchungru Naga at Glottolog (англ.). Дата обращения: 19 марта 2024.